# Александър Апостолов
Александър Петров Апостолов е български скулптор.

## Биография
Роден е на 28 юни 1936 година във видинското село Арчар. През 1961 година завършва Висшия институт за изобразително изкуство „Николай Павлович“ в класа по скулптура на Иван Фунев. Твори в жанровете портрет, фигурална композиция, монументална и монументално-декоративна скулптура. Негови творби са:
- „Лежаща фигура на гола жена“ – декоративна пластика в парк във Видин (1966);
- „Спортисти“ – композиция пред спортна зала във Видин (1968);
- „Бачо Киро“ – бюст от дърво във Велико Търново (1969);
- „Септемврийското въстание 1923“ – паметник в с. Арчар (1969);
- „Георги Димитров“ – паметник в Ташкент (1971);
- „Бачо Киро“ – паметник в Бяла Черква (1976);[1]
- „Антон Иванов“ – паметник в Копривщица (1984).

Други негови произведения са: „Глава на Н.“ (1963), „Глава на баща ми“ (1964), „Глава на младеж“ (1964), „Глава на момиче“ (1964), „Работничка“ (1965), „Строител“ (1967) и „Бачо Киро“ (1972, фигура).
Негови творби са притежание на Националната художествена галерия и на градските художествени галерии във Видин и Плевен. Показва скулптурите си на изложби в Москва и Будапеща (1969), както и на общи художествени изложби от 1964 година.
През 1976 година получава наградата за монументална скулптура „Иван Лазаров“, която се връчва от Съюза на българските художници.